# Filtración de Adelaida

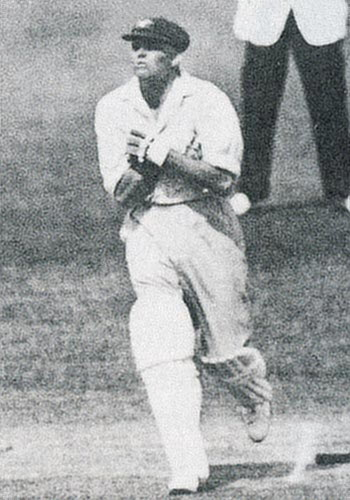
Bill Woodfull golpeado en el corazón por un lanzamiento de Harold Larwood.

La filtración de Adelaida fue la revelación a la prensa de un incidente en el vestuario durante el tercer partido de críquet de la serie The Ashes («Las Cenizas») de 1932-33 entre Australia e Inglaterra, más comúnmente conocida como la serie Bodyline («Línea de cuerpo»). Durante el transcurso del juego el 14 de enero de 1933, el capitán australiano Bill Woodfull fue golpeado en el corazón por una pelota lanzada por Harold Larwood. Aunque no estaba gravemente herido, Woodfull estaba agitado y fue eliminado del juego poco después. A su regreso al vestuario australiano, Woodfull recibió la visita de los entrenadores del Marylebone Cricket Club (MCC) Pelham Warner y Richard Palairet. Warner preguntó por la salud de Woodfull, pero este último desestimó sus preocupaciones de manera brusca. Dijo que no quería hablar con el inglés debido a las tácticas de «línea de cuerpo» que Inglaterra estaba usando, dejando a Warner avergonzado y conmocionado. El asunto pasó a ser de conocimiento público cuando alguien presente filtró el encuentro a la prensa, que informó ampliamente el caso el 16 de enero. Tales filtraciones eran prácticamente desconocidas en ese momento, y los jugadores estaban horrorizados de que el enfrentamiento se hiciera público.
Inmediatamente después, muchas personas asumieron que Jack Fingleton, el único periodista a tiempo completo en ambos equipos, era el responsable. Esta creencia puede haber afectado el curso de su carrera posterior. Fingleton escribió más tarde que Donald Bradman, el bateador estrella de Australia y el objetivo principal de las tácticas de «línea de cuerpo», fue la persona que reveló la historia. Bradman siempre lo negó y siguió culpando a Fingleton; la enemistad entre los dos continuó por el resto de sus vidas. El anterior silencio público de Woodfull sobre las tácticas se había interpretado como una aprobación, sin embargo, la filtración fue significativa para persuadir al público australiano de que las tácticas de «línea de cuerpo» eran inaceptables.

## Antecedentes

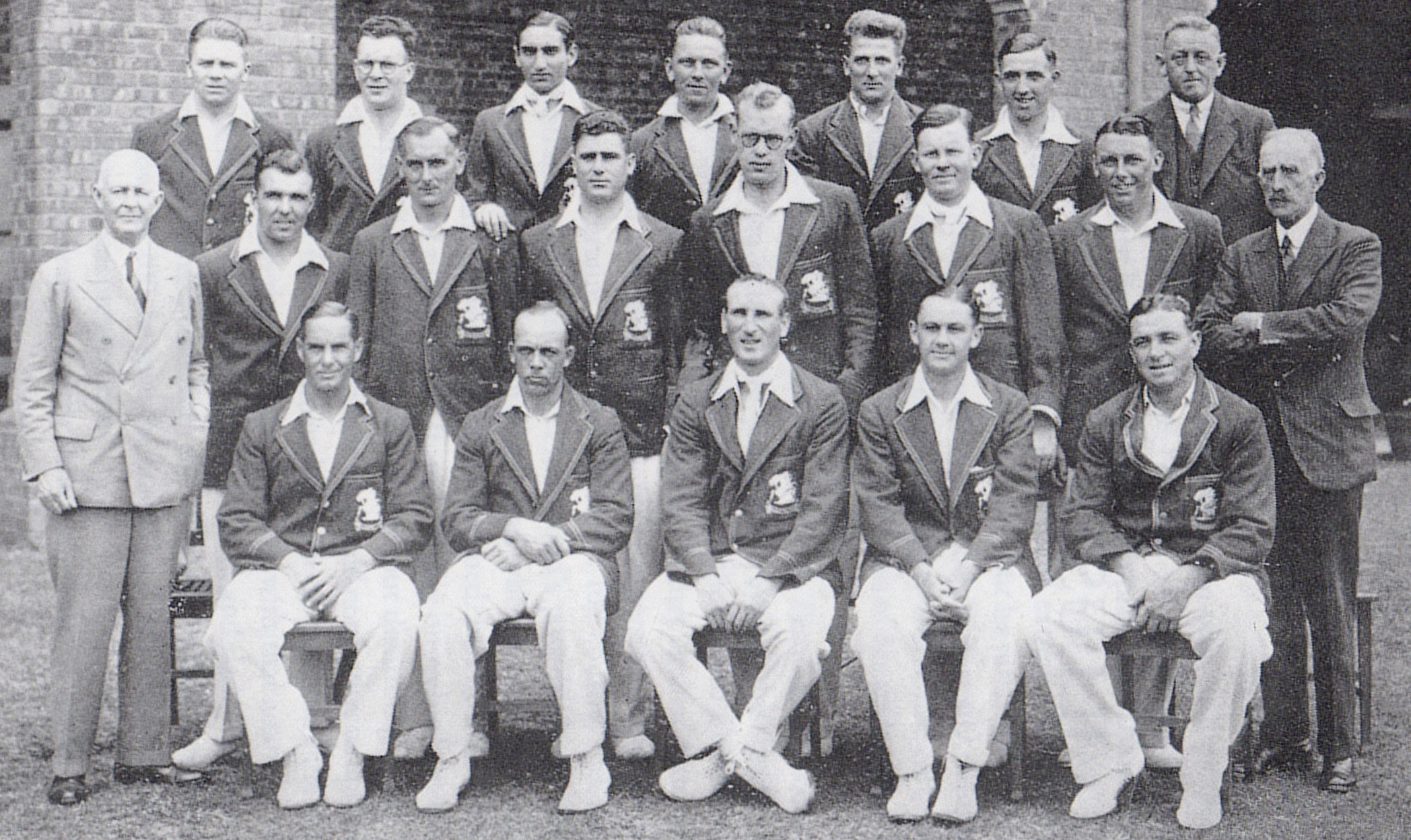
Una fotografía del equipo de Inglaterra de 1932-33: Jardine está sentado en el centro de la primera fila; Pelham Warner está de pie en el extremo izquierdo, Richard Palairet en el extremo derecho.

En 1932-33 el equipo inglés, liderado por Douglas Jardine y dirigido conjuntamente por Pelham Warner y Richard Palairet, realizó una gira por Australia y ganó The Ashes en una enconada disputa que se conoció de forma posterior como la serie Bodyline. El equipo inglés utilizó tácticas de lanzamiento contenciosas en la que los lanzadores rápidos Harold Larwood, Bill Voce y Bill Bowes lanzaron la pelota con rudeza hacia el palo (stump) más cercano al jugador oponente. Los lanzamientos a menudo eran de tono corto, diseñados para elevarse hacia el cuerpo del bateador, con cuatro o cinco defensas cerca del lado del campo donde se encuentra la mano no dominante del lanzador esperando para atrapar las desviaciones del bateo. Con la intención de intimidar, las tácticas resultaron difíciles de contrarrestar para los bateadores y eran físicamente amenazadoras. El objetivo principal de la táctica Bodyline era Donald Bradman, quien había abrumado a los lanzadores ingleses en la serie Ashes de 1930. Los principales jugadores de críquet y directivos ingleses temían que Bradman fuera imparable, y buscaron posibles debilidades en su técnica de bateo.
Tras el nombramiento de Jardine como capitán de Inglaterra en julio de 1932, desarrolló un plan basado en su creencia de que Bradman era débil contra los lanzamientos dirigidos hacia su palo más cercano y, de mantenerse esta línea de ataque, restringiría los bateos de Bradman a un lado del campo, dando a los lanzadores un mayor control de su juego. En una reunión, describió su plan a Larwood y Voce, quienes probaron la táctica en el resto de la temporada con un éxito desigual. Ambos lanzadores rápidos de Nottinghamshire fueron seleccionados para la gira, al igual que el lanzador de Yorkshire Bill Bowes, que había probado tácticas similares al final de la temporada. En un partido, envió una pelota corta hacia Jack Hobbs; en su calidad de corresponsal de críquet de The Morning Post, Warner fue muy crítico con los lanzadores de Yorkshire y con Bowes en particular. Estos comentarios fueron aprovechados por los opositores australianos de esta táctica en los meses siguientes. Un cuarto lanzador rápido, el aficionado de Middlesex Gubby Allen, entró más tarde a la lista de jugadores para la gira. La selección de esta cantidad de lanzadores rápidos fue inusual en ese momento, lo que generó comentarios de escritores australianos, incluyendo a Bradman.
En Australia, mientras que el enfoque hostil y actitud arrogante de Jardine causaron cierta fricción con la prensa y los espectadores, los primeros partidos de la gira no fueron controversiales y Larwood y Voce tuvieron una carga de trabajo ligera en preparación para la serie de partidos internacionales (test). Los primeros signos de problemas se produjeron en el partido contra una oncena australiana de casi formación estelar, en el que los lanzadores utilizaron por primera vez las tácticas Bodyline. Bajo la capitanía de Bob Wyatt —Jardine no participó del partido—, el ataque de Inglaterra lanzó de forma corta y cerca del palo más cercano al oponente, con defensas ubicados hacia el lado de la mano no dominante del lanzador para atrapar cualquier desvío. Wyatt luego afirmó que esto no fue planeado con anticipación y simplemente le informó a Jardine lo que había sucedido. Las tácticas Bodyline continuaron en el siguiente partido y varios jugadores, incluido Jack Fingleton, fueron golpeados. La prensa australiana estaba sorprendida y criticó la hostilidad de Larwood en particular. Algunos exjugadores australianos se unieron a las críticas y dijeron que las tácticas eran éticamente incorrectas. Sin embargo, en esta etapa, no todos se opusieron, y el máximo organismo del críquet australiano creía que el equipo inglés había jugado de manera justa. Por otro lado, Jardine entró en desacuerdo cada vez más con Warner sobre la técnica a medida que avanzaba la gira. Warner odiaba Bodyline pero no se pronunciaba en contra. Fue acusado de hipocresía por no tomar una posición en ninguno de los lados, particularmente después de expresar sentimientos al comienzo de la gira de que el críquet «se ha convertido en un sinónimo de todo lo que es verdadero y honesto. Decir "eso no es críquet" implica algo deshonesto, algo que no se ajusta a los mejores ideales... todos los que lo aman como jugadores, como oficiales o espectadores deben tener cuidado de cualquier cosa que lo perjudique».

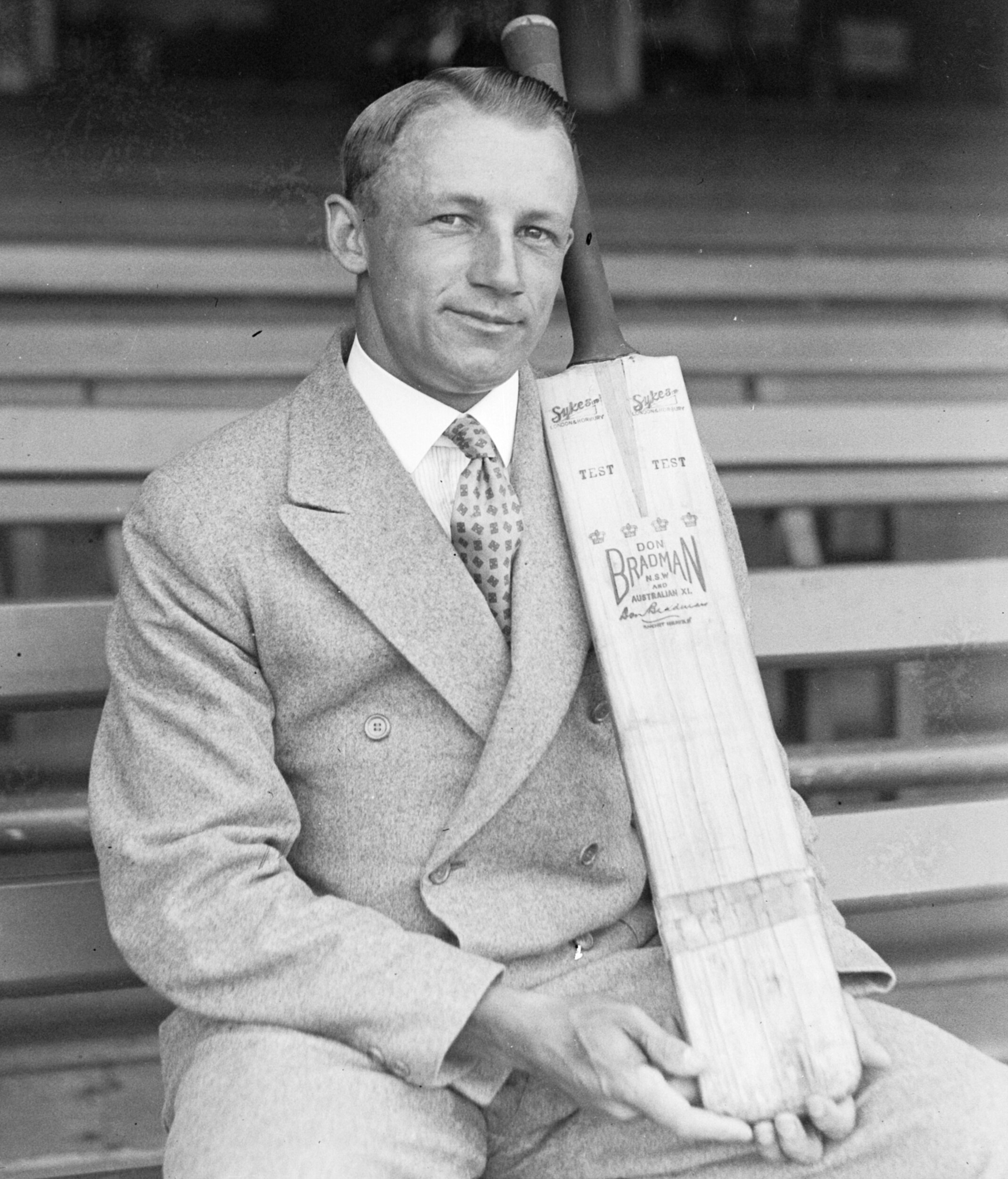
Donald Bradman, el objetivo de Bodyline y sospechoso de la filtración.

Las tácticas de Jardine tuvieron éxito en un aspecto: en seis entradas contra el equipo en gira antes de los partidos internacionales, Bradman anotó solo 103 carreras, lo que generó preocupación entre el público australiano, que esperaba mucho más de él. En ese momento, Bradman estaba en disputa con el organismo del críquet australiano, que no permitía que los jugadores escribieran en periódicos a menos que el periodismo fuera su profesión de tiempo completo. Bradman, aunque no era periodista, tenía un contrato para escribir para el The Sun de Sídney. Una irritación particular para Bradman fue que a Jack Fingleton, un periodista de tiempo completo, se le permitió escribir para Telegraph Pictorial, aunque necesitaba permiso para escribir sobre críquet. Bradman amenazó con retirarse del equipo a menos que el organismo rector le permitiera escribir. Fingleton y Bradman se mostraron abiertamente hostiles entre sí. Desde su primer encuentro mientras jugaban juntos para Nueva Gales del Sur, tenían una animadversión. Fingleton, consciente de que la serenidad y la naturaleza solitaria de Bradman lo hacían impopular entre algunos compañeros de equipo, mantuvo su distancia después de una discusión en el vestuario, mientras que Bradman creía que Fingleton, más popular entre los jugadores, había tratado de poner al equipo en su contra. Más tarde, la hostilidad surgió de la preferencia pública de Bradman por Bill Brown como bateador, lo que Fingleton creía que le había costado un lugar en la gira de 1934 por Inglaterra. Los escritos de Fingleton sobre la serie Bodyline agriaron aún más la relación. Bradman creía que algunas de las diferencias se derivaban de la religión, ya que Fingleton era católico y Bradman anglicano.
Bradman se perdió el primer partido internacional, agotado por el la seguidilla de partidos y la discusión en curso con el ente rector del críquet australiano. Los lanzadores ingleses utilizaron Bodyline de forma intermitente en el primer partido, para el disgusto de la multitud. Detrás de escena, los administradores comenzaron a expresarse preocupaciones entre ellos. Sin embargo, las tácticas inglesas todavía no se ganaban la desaprobación universal; el excapitán australiano Monty Noble elogió el lanzamiento inglés. Para el segundo partido internacional, Bradman regresó al equipo después de que los empleadores de su periódico lo liberaran de su contrato. Inglaterra continuó usando Bodyline y Bradman fue eliminado en su primera pelota en la primera entrada. En la segunda entrada, contra la táctica Bodyline en su máxima expresión, anotó 100 carreras (century) de forma invicta que ayudó a Australia a ganar el partido y nivelar la serie en un partido ganado cada uno. Los críticos comenzaron a creer que la táctica no era la amenaza que se había percibido y la reputación de Bradman, que había sufrido un poco con sus fracasos anteriores, mejoró. Sin embargo, el lanzamiento fue un poco más lento que otros en la serie, y Larwood estaba sufriendo problemas con sus botas, que redujeron su efectividad. Mientras tanto, Woodfull fue alentado a tomar represalias por el ataque inglés a pelota corta, sobre todo por miembros de su propio bando como Vic Richardson, pero se negó a considerar a hacerlo.

## Incidente entre Warner y Woodfull

### Lesión de Woodfull
Durante la media tarde del sábado 14 de enero de 1933, segundo día del tercer partido internacional, Woodfull y Fingleton abrieron los lanzamientos para Australia ante un total de 314 para Inglaterra frente a una asistencia récord de 50 962 personas. Fingleton fue eliminado por el receptor sin conseguir anotar. La tercera ronda (over) de entradas fue lanzada por Larwood con los defensas todavía en posiciones ortodoxas. La quinta bola falló por poco la cabeza de Woodfull y la bola final, entregada corta en la línea del palo del medio golpeó a Woodfull sobre el corazón. El jugador dejó caer su bate y se alejó tambaleándose sujetándose el pecho, inclinado de dolor. Los jugadores de Inglaterra rodearon a Woodfull para ofrecer simpatía, pero la multitud comenzó a protestar ruidosamente. Jardine gritó a Larwood: «¡Bien hecho, Harold!». Aunque el comentario tenía como objetivo poner nervioso a Bradman, quien también estaba bateando en ese momento, Woodfull estaba conmocionado. El juego se reanudó después de una breve demora, una vez que estuvo seguro de que el capitán australiano estaba en condiciones de continuar, y dado que la ronda de Larwood había terminado, Woodfull no tuvo que enfrentarse a los lanzamientos de Allen en la siguiente ronda. Sin embargo, cuando Larwood estaba listo para lanzar a Woodfull nuevamente, el juego se detuvo una vez más cuando los defensas se movieron a las posiciones de Bodyline, lo que provocó que la multitud protestara en contra del equipo de Inglaterra. Posteriormente, Jardine afirmó que Larwood solicitó un cambio de formación, mientras que Larwood dijo que Jardine lo había hecho. Muchos comentaristas condenaron la alteración de la disposición de los jugadores como antideportiva, y los espectadores enojados se volvieron extremadamente inestables. Jardine, aunque escribió que Woodfull podría haberse retirado lastimado si no estaba en forma, luego expresó su pesar por hacer que la formación cambiara en ese momento. Es probable que Jardine deseara aprovechar la ventaja de su equipo en el partido, y esta disposición de los jugadores en la cancha generalmente se empleaba en esta etapa del juego.